# Arahuetes
Arahuetes – gmina w Hiszpanii, w prowincji Segowia, w Kastylii i León, o powierzchni 16,36 km². W 2011 roku gmina liczyła 43 mieszkańców.